# Istituto Nazionale di Statistica
ISTAT (Istituto Nazionale di Statistica) je italijanska državna ustanova za statistiko.
Ustanovljena je bila leta 1926 kot Istituto Centrale di Statistica (Osrednji zavod za statistiko) z nalogo, da zbira vse podatke, ki zadevajo državo. Leta 1989 je bila ustanova preimenovana v Državni zavod za statistiko in njeno delovanje je bilo popolnoma preurejeno z natančnejšo določitvijo nalog in smernic.
Glavne dejavnosti ustanove so štiri:
- popisi prebivalstva: Vršijo se vsakih deset let in popisujejo stalno naseljeno prebivalstvo, občasno naseljeno prebivalstvo in stanovanja.
- popisi industrije in uslug, popisi kmetijstva: Vršijo se predvidoma istočasno s popisi prebivalstva. Popisujejo se profitna podjetja, zadruge, obrtniki in samostojni poklici, posebej poljedelska, živinorejna in gozdna gospodarstva.
- raziskave na gospodarskem področju: Izvajajo se »po potrebi«, to je v glavnem po naročilu raznih državnih organov. Sem spadajo na primer statistike državnega knjigovodstva, raziskave o nihanju cen na debelo in na drobno, ankete v okviru javnih ustanov, zaposlitve, trgovine ipd.
- vzorčna statistika podatkov o gospodinjstvih: Pridejo v poštev najrazličnejši podatki, od energetske porabe, zdravja in javne varnosti do privatnih zadev kot so na primer potek zasebnega življenja, poraba prostega časa in konjički